# Драгомир (князь Дуклі)
Драгомир або Драгімир (*Драгимир, д/н — 1018) — володар Дуклі у 1016—1018 роках.

## Життєпис
Був сином Ґвалімира або Претіслава. Про дату народження немає відомостей. Після смерті батька успадкував князівства Захумл'є та Травун'ю. Разом з тим визнавав загальну зверхність небожа Йована Володимира. Обидва сербські князі вступили в антиболгарський союз з Василем II, імператором Візантії.
Втім, після поразки у війні 1009 року Драгомир вимушений був визнати зверхність Самуїла I, царя Болгарії. Відтоді зберігав вірність сюзерену. Після страти Йована Володимира у 1016 році за наказом Івана Владислава, болгарського царя, успадкував Дуклю, об'єднавши родинні володіння.
Незабаром відновив союз із Візантією проти Болгарії. У 1017 році допоміг візантійцям боронити місто Діррахій від нападу Івана Владислава, який загинув під час облоги міста. У 1018 році Драгомир прибув до міста Котор, де його підступно вбили місцеві мешканці.
Згідно Хроніки священика Дукля, був одружений з донькою князя Рашки Лютомира. Владу успадкував син Драгомира — Стефан Воїслав.